# Paola Pezzaglia
Paola Pezzaglia, née à Milan le 13 septembre 1886 et morte à Florence le 17 décembre 1925, née Paolina, également connue sous le nom de Paolina Pezzaglia Greco, est une actrice italienne de théâtre et de cinéma muet. Pour le cinéma, elle a choisi de s'appeler Paola.

## Biographie
Paola Pezzaglia a commencé à six ans à jouer sur la scène, et parmi ses premières représentations il y a le personnage masculin de Fanfan dans le drame français Les deux Gosses de Pierre Decourcelle, dont elle a été la première interprète italienne. Son partenaire est Lyda Borelli. Elle a joué dans des centaines de pièces en Italie, en Suisse, en Tunisie, en Égypte, en Espagne et est devenue la première actrice d'Ermete Zacconi Paola Pezzaglia a été marié à l'acteur Antonio Greco. Ils ont eu un fils, Ruggero. Après la mort de son mari, elle entreprend sa carrière cinématographique en jouant dans des films comme Il fornaretto di Venezia, La capanna dello zio Tom et le drame en quatre longs métrages Il mistero dei Montfleury, situé en France au XIXe siècle.
Dans la dernière partie de sa vie, après avoir eu une fille de l'acteur et metteur en scène Luigi Mottura, elle se fixe à Florence, où elle joue avec sa Compagnia Italiana di Prosa avec succès dans les théâtres de la ville avant de mourir à seulement 39 ans d'une pneumonie.
Son répertoire varie de dramatique à comique, et elle aime souvent jouer dans des rôles masculins. Célèbre est son interprétation de Giannetto dans La cena delle beffe de Sem Benelli. Elle est une grande interprète de Gabriele D'Annunzio, Alexandre Dumas fils, Dario Niccodemi, Victorien Sardou, Ada Negri et de beaucoup d'autres auteurs.

## Hommages et reconnaissance
Au 21e siècle on se souvient de Paola Pezzaglia partout dans le monde, de la Nouvelle-Zélande, où on a donné son nom à un cheval de course, aux États-Unis, où l'actrice et poète Amber Tamblyn l'a insérée dans sa poésie la plus significative. À Florence, une plaque de marbre a été placée sur la maison où elle est morte et l'État italien a reconnu de grande valeur historique les archives que son neveu Gianni Greco a créées en réunissant ses souvenirs.

## Filmographie
- 1914 : Il fornaretto di Venezia de Luigi Maggi
- 1918 : Muoio per lei! de Guido Petrungaro
- 1918 : Il campo maledetto
- 1918 : I bimbi di nessuno
- 1918 : La sagra dei martiri
- 1918 : Il giardino del silenzio
- 1918 : Les mystères de Montfleury (Il mistero dei Montfleury) (titre général des quatre films précédents)
- 1918 : La capanna dello zio Tom de Riccardo Tolentino
- 1918 : Le peripezie dell'emulo di Fortunello e compagni de Cesare Zocchi Collani
- 1918 : L'ewmulo di Fortunello direttore d'orchestra de Cesare Zocchi Collani
- 1921 : La vendetta dello scemo d'Umberto Mucci
- 1921 : Lo scemo Salvatore d'Umberto Mucci